# Hypochilus bonneti
Hypochilus bonneti är en spindelart som beskrevs av Willis J. Gertsch 1964. Hypochilus bonneti ingår i släktet Hypochilus och familjen Hypochilidae. Inga underarter finns listade i Catalogue of Life.